# Nemeskürty István
Nemeskürty István, született Grössinger István (Budapest, 1925. május 14. – Budapest, 2015. október 8.) Széchenyi-, József Attila-, Balázs Béla-díjas és Kossuth-nagydíjas író, irodalom- és filmtörténész, egyetemi tanár, dandártábornok.

## Életpályája
A Bolyai János Honvéd Műszaki Akadémia növendéke volt, ahol 1944. november 15-én hadnaggyá avatták, majd az Eötvös Loránd Tudományegyetemen magyar–olasz–művészettörténet szakon végzett 1950-ben. 1950-től 1956-ig Budapesten tanárként dolgozott. 1956–1959 között a Magvető Könyvkiadóban szerkesztőként működött. 1959 és 1963 között a Budapest Filmstúdiót vezette. 1959-től 1987-es nyugdíjazásáig a Mafilm vezetője volt.
1961-től a Színház- és Filmművészeti Főiskola filmtörténeti előadója volt. Kutatási területe a 16–17. századi magyar irodalomtörténet és a 20. század első felének magyar filmtörténete. 1957-ben az irodalomtudomány kandidátusa, 1966 óta akadémiai doktora, 1979-től egyetemi tanár. 1984 és 1986 között a Magyar Filmintézet igazgatója. 1988–89-ben a Hazafias Népfront művelődés-politikai bizottságának elnöke, 1989-ben az ügyvezető elnökség tagja volt.
1990 januárja és áprilisa között a Magyar Televízió, 1991–1996 között a Magyar Egyetemi és Főiskolai Oktatók Kamarája elnöke, 1992 és 1996 között az Ösztöndíj Bizottság és a Magyar Könyv Alapítvány, 1993-tól 1995-ig a Magyar Írókamara elnöke volt. 1993-tól művelődéstörténetet tanított a Pázmány Péter Katolikus Egyetemen. 1994 óta a Magyar Művészeti Akadémia tagja. 1995 óta a Jel Irodalmi és Művészeti Társaság elnöke. 1996 óta a Magyar Újságírók Közösségének tiszteletbeli elnöke. 1998-tól 2000-ig kormánybiztosként a millenniumi ünnepségek szervezője és irányítója volt.
2015. október 8-án hunyt el, temetése november 3-án a Belvárosi Szent Anna-plébániatemplomban, római katolikus szertartással történt.
2024. augusztus 1-jén jött létre a Nemzeti Közszolgálati Egyetemen a tanárképző kar, mely az ő nevét kapta.

## Művei
- Bornemisza Péter, az ember és az író; Akadémiai, Budapest, 1959 (Irodalomtörténeti könyvtár)
- Vörös film 1919. Két tanulmány / Csonka Mária: A visszafelé pergetett film / Nemeskürty István: A magyar filmesztétikai irodalom 1919-ben; Filmtudományi Intézet, Budapest, 1959
- Vargha Balázs–Nemeskürty István: Művészetre nevelés a családban; szerk. Vig Vilmosné; MNOT, Budapest, 1961
- A mozgóképtől a filmművészetig. A magyar filmesztétika története. 1907–1930; Magvető, Budapest, 1961
- A magyar széppróza születése (1963)
- A Meseautó utasai. A magyar filmesztétika története. 1930–1948; Magvető, Budapest, 1965
- A magyar film története 1912–1963 (1965)
- Ez történt Mohács után. Tudósítás a magyar történelem tizenöt esztendejéről. 1526–1541; Szépirodalmi, Budapest, 1966
- A filmművészet nagykorúsága (1966)
- Requiem egy hadseregért; Magvető, Budapest, 1972
- Krónika Dózsa György tetteiről. Híradás a Mohács előtti időkről; Kossuth, Budapest, 1972
- Elfelejtett évtized. 1542–1552. Tíz esztendő magyar krónikája; Magvető, Budapest, 1974
- Federico Fellini (1974)
- A magyar hangosfilm története a kezdetektől 1939-ig (Karcsai Kulcsár István, Kovács Mária, Nemeskürty István)
- A magyar népnek, ki ezt olvassa. Az anyanyelvű magyar reneszánsz és barokk irodalom története. 1533–1712; Gondolat, Budapest, 1975
- Önfia vágta sebét. Krónika Dózsa György tetteiről; Magvető, Budapest, 1975
- Grigorij Kozincev (1975)
- „Kik érted haltak, szent Világszabadság”. A negyvennyolcas honvéd hadsereg katonaforradalmárai; Magvető, Budapest, 1977
- A filmvászon költője. Alekszandr Petrovics Dovzsenko; Magyar Filmtudományi Intézet és Filmarchívum, Budapest, 1977 (Filmmúzeum)
- Balassi Bálint; Gondolat, Bp., 1978 (Nagy magyar írók)
- Magyar film, 1939–1944. Egész műsort betöltő játékfilmek; Magyar Filmtudományi Intézet és Filmarchívum, Budapest, 1980 (Filmművészeti könyvtár)
- Parázs a hamu alatt. Világostól Solferinóig; Magvető, Budapest, 1981
- Requiem egy hadseregért; 5. bőv. kiad.; Magvető, Budapest, 1982
- Diák, írj magyar éneket. A magyar irodalom története 1945-ig, 1–2.; Gondolat, Budapest, 1983
- A képpé varázsolt idő. A magyar film története és helye az egyetemes kultúrában, párhuzamos kitekintéssel a világ filmművészetére; Magvető, Budapest, 1984
- Bornemisza Péter kísértései (1984)
- Olvasók és olvasmányok. Tanulmányok a régi magyar irodalomról; Magvető, Budapest, 1984
- Nemeskürty István–Liptay Katalin:A magyar művelődés századai; RTV-Minerva, Budapest, 1985
- Tűnődések történelemről, irodalomról. Esszék; Magvető, Budapest, 1985
- A magyar filmművészet képeskönyve (Szántó Tiborral)
- A filmművészet új útjai (1986)
- A kőszívű ember unokái. A kiegyezés utáni első nemzedék, 1867–1896; Magvető, Budapest, 1987
- Édes Erdély. Erdélyi krónika 1916–1967 (1988)
- Daliás idők. Regényes nyomozás; Magvető, Budapest, 1989
- Mi, magyarok. A magyar történelem az igaz krónika rendje szerint; Dovin, Budapest, 1989
- Magyar bibliafordítások Hunyadi János korától Pázmány Péter századáig (1990)
- A bibliai örökség / A magyar küldetéstudat története; Szabad Tér, Budapest, 1991
- Kis magyar művelődéstörténet, 1000–1945 (1992)
- Magyarország Sevillában. kalauz a sevillai világkiállítás magyar pavilonjához; Makona, Budapest, 1992
- Hunok és magyarok; Szabad Tér, Budapest, 1993
- A magyar irodalom története, 1000–1945, I–II. (1993)
- Ezerszáz évünk a Kárpát-medencében (1993)
- Tüzes józanság. Berzsenyi Dániel új megvilágításban; Szenci Molnár Társaság, Budapest, 1993 (Új kincsestár)
- Lépjünk inkább előre. Széchenyi István a nemzet szolgálatában; Keresztury Dezső költeményével; Szabad Tér, Budapest, 1993
- Mi, magyarok. A magyar történelem az igaz krónika rendje szerint; közrem. Élesztős László; 2. bőv. kiad.; Akadémiai, Budapest, 1993
- Hunok és magyarok (1993)
- Múltunk a jelenben. Tanulmányok; Trikolor–Intermix, Budapest–Ungvár, 1994 (Örökségünk)
- Búcsúpillantás. A Magyar Királyság és kormányzója, 1920–1944; Szabad Tér, Budapest, 1995
- Meddig várjunk? Számvetés az új évezred küszöbén; Szabad Tér, Budapest, 1996
- Elérhetetlen, tündér csalfa cél. Vörösmarty tündérjátéka, a Csongor és Tünde; Hungarovox, Budapest, 1997
- Elrepült a gyors idő (1998)
- Bornemisza Péter és kora (1999)
- Magyar Zsoltár. A magyar nyelvű irodalom születése; Szabad Tér, Budapest, 2001 (Nemeskürty István összes műve)
- Tinódi Sebestyén Bibliából magyarrá költött énekei; Szt. István Társulat, Budapest, 2002 (Haza a magasban)
- Mi történt velünk? Haldoklásunk évszázada; Szabad Tér, Budapest, 2002
- Deáki bötüről magyar nyelvre. Magyar Biblia-fordítások Hunyadi János korától Pázmány Péter századáig; Szt. István Társulat, Budapest, 2002 (Szent István könyvek)
- Magyarnak számkivetve. A nemzettudat válságai; Szabad Tér, Budapest, 2003
- Balassi Bálint; 2. bőv. kiad.; Akadémiai, Budapest, 2004
- Magyar századok. Gondolatforgácsok a nemzet életrajzához; 2. átdolg. kiad.; Szt. István Társulat–Szabad Tér, Budapest, 2006
- Mi, magyarok. Történelmünk ezerszáz éve; 5. jav. kiad.; Akadémiai, Budapest, 2006
- Nemeskürty István füveskönyve; vál., szerk. Koltay Gábor; Szabad Tér, Budapest, 2010
- Vallani és vállalni. A hatalomváltás labirintusában; Szt. István Társulat, Budapest, 2011 (Szent István könyvek)
- A magyar irodalom története. A kezdetektől 1946-ig; Szt. István Társulat, Budapest, 2012
- Önfia vágta sebét. Két történelmi esszé; Magyar Közlöny- és Lapkiadó, Budapest, 2014 (Nemzeti könyvtár, 36.)

### Nemeskürty István összes műve, 1999–2008
Nemeskürty István összes műve, 1–12.; sorozatszerk. Turányi Zsuzsa; Szabad Tér, Budapest, 1999–2008
- 1. Bornemisza Péter és kora; 1999
- 2. Requiem és búcsú; 2000
- 3. Magyar zsoltár. A magyar nyelvű irodalom születése; 2001
- 4. A mozgókép varázsa; 2002
- 5–6. Fölforrtak az idők 1–2.; 2002
- 7. A megbűnhődött jövendő; 2003
- 8–9. A magyar irodalom története 1–2.; 2003
- 10. Kisebbségben saját hazánkban; 2005
- 11. Ezredvég; 2006
- 12. A magyar nemzethez; 2008

## Színjátékok, forgatókönyvek
- Egri csillagok (rendező: Várkonyi Zoltán) (1968)
- Tizennégy vértanú (rendező: Hajdufy Miklós) (1970)
- György barát (Fráter György) (rendező: Hajdufy Miklós) (1972)
- Requiem egy hadseregért (színmű Örkény István, forgatókönyv Hajdufy Miklóssal színmű: A holtak hallgatása, rendező Várkonyi Zoltán 1973: film, rendező Hajdufy Miklós, 1985)
- A hollószárnyú enyészet (Mohács) Pécs (1976)
- Magyar Dekameron (Heltai Gáspár novellájából) Eger (1976)
- Noé galambja (Bethlen Miklós) Budapest/Játékszín (1978)
- Szép ének a gyulai vitézekről (Gyula) (1979)
- Mint oldott kéve (Sárközi György regényéből, rendező: Révész György) (1982)
- A betűk csendjében (Jósika Miklós) Budapest/Reflektor (1983)
- Hantjával ez takar (Kiss János altábornagy) (Kőszeg)
- A béke szigete (rendező: (Hajdufy Miklós)
- Széchenyi napjai (rendező: Horváth Ádám) (1985)
- Honfoglalás (rendező: Koltay Gábor) (1996)
- Sacra Corona (rendező: Koltay Gábor) (2001)

## Díjai, elismerései (válogatás)
- Ezüst Oroszlán-díj (1968)

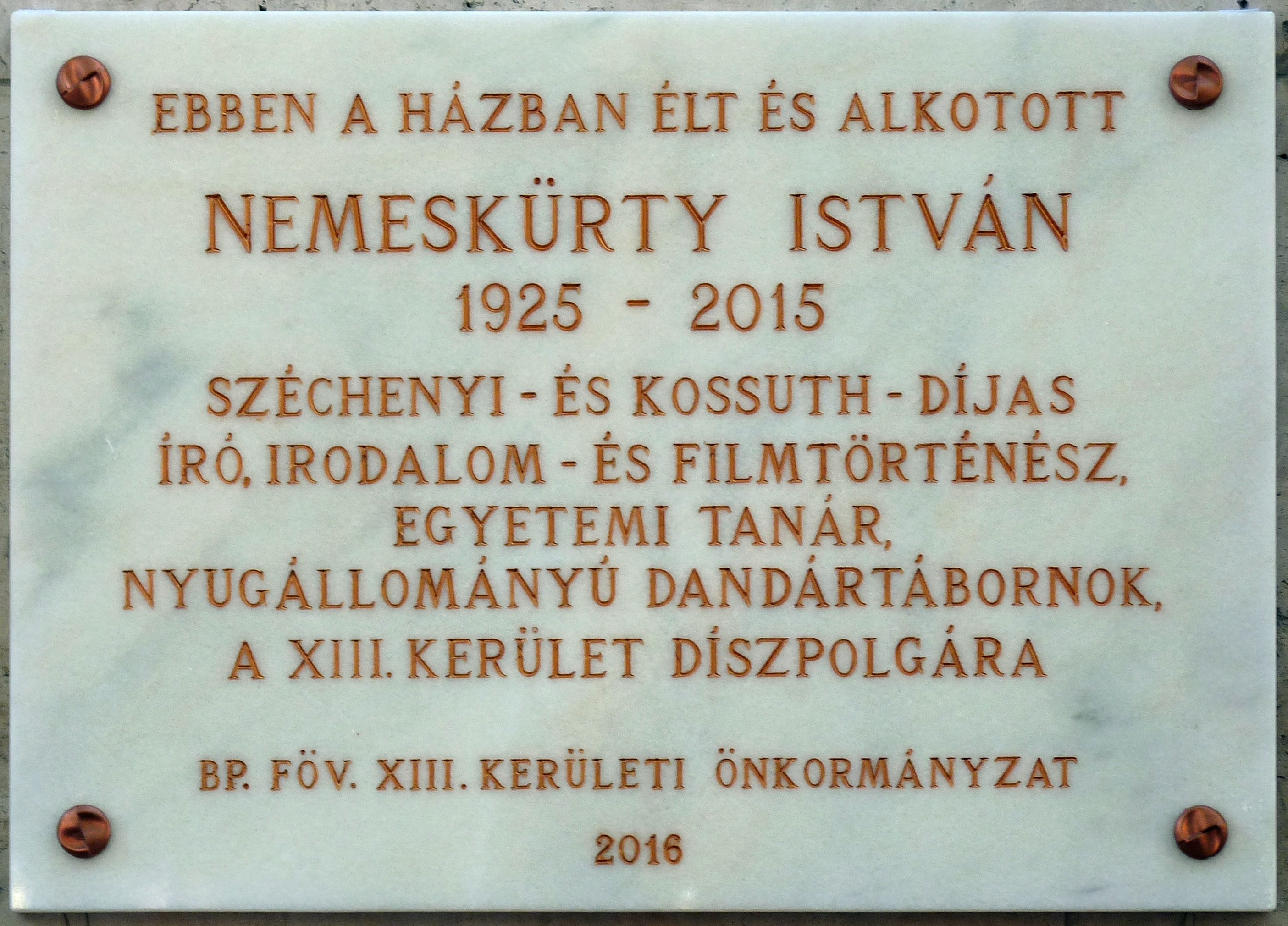
Emléktáblája egykori lakhelyén (Budapest, XIII. kerület, Pozsonyi út 32.)

- A Haza Szolgálatáért Érdemrend arany fokozata (1969)
- Balázs Béla-díj (1971)
- Munka Érdemrend arany fokozata (1978)
- József Attila-díj (1979)
- Az Olasz Köztársasági Érdemrend Lovagja (1981)
- SZOT-díj (1983)
- Szocialista Magyarországért Érdemrend (1985)
- Bugát Pál-emlékérem (1987)
- Széchenyi-díj (1992)
- A Magyar Köztársasági Érdemrend középkeresztje a csillaggal (1994)
- Magyar Filmszemle Életműdíja (1994)
- Kodály Zoltán Közművelődési és Művészeti díj (1994)
- Jósika Miklós-díj (1994)
- Stephanus-díj (1994)
- Magyar Örökség díj (1996)
- A XIII. kerület díszpolgára (1996)
- Magyar Szabadságért díj (2000)
- Újbuda díszpolgára (2000)[11]
- Corvin-lánc (2001)
- A Magyar Köztársasági Érdemrend nagykeresztje (2001)
- Pápai Nagy Szent Gergely Rend Parancsnoki Keresztje (2002)
- Tőkés László-díj (2002)
- Prima Primissima díj (2003)
- Szent István-díj (2004)
- Teleki Pál-emlékérem (2004)
- Kossuth-nagydíj (2011)
- Magyar Művészeti Akadémia Életműdíja (2014)